# تشغاهست
تشغاهست (بالفارسية: چغاهست) هي قرية تقع في قسم ميزدج سفلي الريفي في إيران. يقدر عدد سكانها بـ 261 نسمة بحسب إحصاء 2016.